# Sielstetten
Sielstetten ist ein nördlich gelegener Ortsteil der bayerischen Gemeinde Hörgertshausen im Landkreis Freising.

## Geschichte
Die Siedlungsgeschichte des Kirchdorfes geht mit dem Kirchenpatron St. Stephanus und der Besiedelungsbewegung durch das Kloster Moosburg an die nördlichen Grenzen des Bistums Freising auf das 7. oder 8. Jahrhundert zurück. Der Ortsname lässt sich von Stätte des Sigoldis herführen. Die erste urkundliche Erwähnung fand relativ spät im Jahre 1052 statt, als im Moosburger Traditionscodex ein Liutpold de Sigihohestetten erwähnt wird. Bis sich 1874 der Ortsname Sielstetten durchsetzt hat er verschiedenste Schreibarten von Sigolstetten bis Sichlstätten. Der Ort gehörte mit 5 Höfen zur Obmannschaft Grafendorf und 7 Höfen zur Obmannschaft Schergenöd im Landgerichtsbezirk Moosburg und Rentamt Landshut. Die Obmannschaften wurde im Zuge der Verwaltungsreformen in Bayern 1818 in die Gemeinden umgewandelt und Sielstetten kam zur Gemeinde Grafendorf. 1858 wollten die Sielstettener zur Gemeinde Margarethenried wechseln, wurden aber vom Ministerium abgewiesen.
Am 1. Mai 1978 wurde die Gemeinde Grafendorf im Zuge der Gebietsreform aufgelöst und Sielstetten wurde ein Ortsteil der Gemeinde Hörgertshausen.

### Einwohnerentwicklung
Die Bevölkerung von Sielstetten hat sich seit 1877 wie folgt entwickelt:
| Jahr | Einwohner |
| ---- | --------- |
| 1877 | 93        |
| 1928 | 120       |
| 1952 | 131       |
| 1978 | 104       |
| 1987 | 104       |

## Kultur und Sehenswürdigkeiten

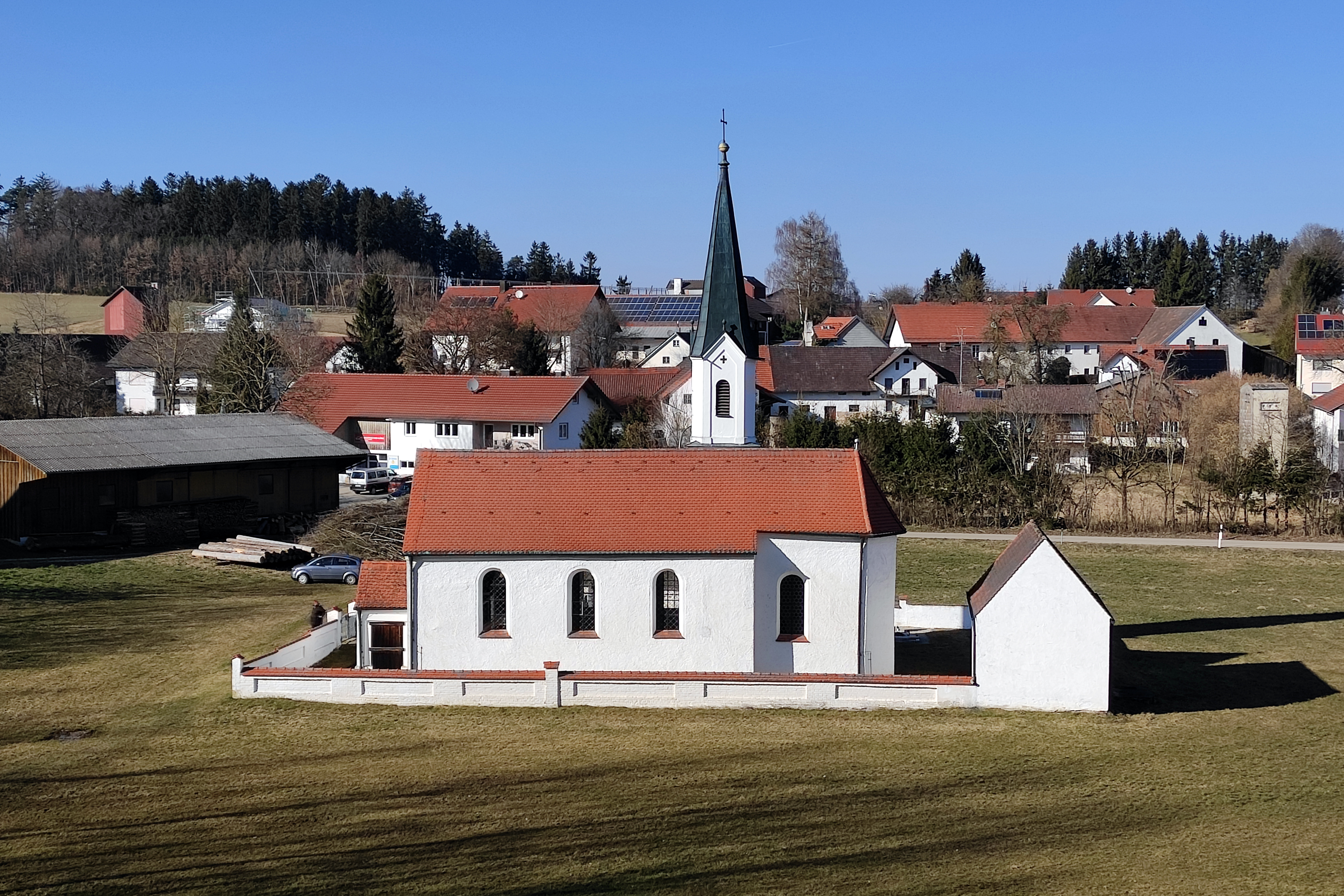
Sielstetten mit Filialkirche St. Stephanus

- Filialkirche St. Stephanus: 1716 neu erbaute[1] Filialkirche, die zur Pfarrei Margarethenried gehört.

Siehe auch → Liste der Baudenkmäler in Hörgertshausen

### Regelmäßige Veranstaltungen
- Heilige Messe mit Pferdesegnung und Kirchenumritt am Patroziniumstag: Am 26. Dezember findet jährlich eine Pferdesegnung mit Umritt um die Kirche statt. Die Ursprünge liegen in der vorchristlichen Zeit und wurden um die Wintersonnenwende zu Ehren Wodans zelebriert. Dieser Brauch wurde nach der Christianisierung zu Ehren des Erzmärtyrers abgehalten.

### Verkehr
Durch Sielstetten verläuft die Kreisstraße FS 26.